# Itacuphocera borgmeieri
Itacuphocera borgmeieri är en tvåvingeart som beskrevs av Guimaraes 1964. Itacuphocera borgmeieri ingår i släktet Itacuphocera och familjen parasitflugor. Inga underarter finns listade i Catalogue of Life.